# 弗朗西斯科·米戈农
弗朗西斯科·保罗·米戈农（葡萄牙語：Francisco Paulo Mignone，1897年9月3日—1986年2月19日），巴西作曲家。早年先后在圣保罗和米兰学习，创作了成名作，意大利歌剧《钻石商》。理查·施特劳斯访问巴西时曾经指挥过其选曲。回国后先后在圣保罗和里约热内卢任教。米戈农是一位多产作曲家，他的作品受意大利音乐的影响较大，富于巴西民间舞蹈的节奏特点，音乐色彩丰富，表现力强。